# Soualiho Haïdara
Soualiho Haïdara (30 dicembre 1974) è un allenatore di calcio ivoriano.

## Biografia
Soualiho Haïdara è nato il 30 dicembre 1974 in Costa d'Avorio. È un allenatore di calcio ivoriano.

## Carriera
Haïdara ha iniziato la sua carriera da allenatore nel 2013 alla guida del Gagnoa, dove è rimasto fino al 2015. Successivamente, ha allenato diverse selezioni giovanili della nazionale ivoriana: la Nazionale Under-20 di calcio della Costa d'Avorio nel 2017, partecipando al Torneo di Tolone dello stesso anno, e la Nazionale Under-23 di calcio della Costa d'Avorio dal 2019 al 2022. Nel 2021, ha guidato la Nazionale olimpica di calcio della Costa d'Avorio ai Giochi della XXXII Olimpiade di Tokyo, raggiungendo i quarti di finale.
Nel 2022, Haïdara è stato nominato commissario tecnico della Nazionale A' di calcio della Costa d'Avorio, composta da giocatori locali, con l'obiettivo di qualificare la squadra per il Campionato delle Nazioni Africane 2023 (CHAN 2023). Dopo l'eliminazione ai quarti di finale contro l'Algeria, il presidente della Federazione Ivoriana di Calcio ha confermato Haïdara nel suo ruolo fino al CHAN 2024. Tuttavia, nell'ottobre 2024, è stato sostituito da Romaric N'Dri alla guida della nazionale A'.